# Val-de-la-Hune
Val-de-la-Hune es una comuna nueva francesa situada en el departamento de Sarthe, de la región de Países del Loira.

## Historia
Fue creada el 1 de enero de 2025, en aplicación de una resolución del prefecto de Sarthe de 19 de septiembre de 2024 con la unión de las comunas de Saint-Mars-de-Locquenay y Volnay, pasando a estar el ayuntamiento en la antigua comuna de Volnay.

## Demografía
Según los datos aportados en la resolución del prefecto de Sarthe, la comuna se crea con 1556 habitantes.

## Composición
| Comuna delegada         | Código INSEE | Población (2022) | Superficie (km²) | Densidad (hab./km²) |
| ----------------------- | ------------ | ---------------- | ---------------- | ------------------- |
| Saint-Mars-de-Locquenay | 72298        | 555              | 21.78            | 25                  |
| Volnay                  | 72382        | 971              | 19.84            | 49                  |